# Панченко, Анатолий Григорьевич
Анатолий Григорьевич Панченко (род. 29 марта 1938, Бахчисарай) — советский партийный деятель, 1-й секретарь Краматорского городского комитета КПУ Донецкой области, секретарь Ивано-Франковского областного комитета КПУ. Член Ревизионной комиссии КПУ в 1981—1986 г.

## Биография
В 1961 году окончил Донецкий политехнический институт.
В 1961—1975 годах — помощник мастера, мастер, старший мастер участка сборки редукторного цеха, старший мастер сборки механического цеха № 1, заместитель начальника цеха по сборке механического цеха № 9, начальник механического цеха № 1 Новокраматорского машиностроительного завода имени Ленина Донецкой области.
Член КПСС с 1969 года.
В 1975—1977 годах — 2-й секретарь Краматорского городского комитета КПУ Донецкой области. В 1977—1984 годах — 1-й секретарь Краматорского городского комитета КПУ Донецкой области.
В 1984 году окончил заочно Академию общественных наук при ЦК КПСС. В 1984—1985 годах — инспектор ЦК КПУ.
С декабря 1985 года — секретарь Ивано-Франковского областного комитета КПУ. В 1986—1988 годах — советник ЦК КПСС по вопросам экономики при ЦК Народно-демократической партии Афганистана в Демократической Республике Афганистан. В 1988—1990 годах — секретарь Ивано-Франковского областного комитета КПУ.
В 1990—1991 годах — руководитель проблемно-аналитической группы по социально-экономическим вопросам Крымского республиканского комитета КПУ.
В 1992—1994 годах — заместитель начальника—главный инженер «Крымглавснабжения». В 1994—1997 годах — директор Совместного предприятия «Лазурит». С 1997 года работал советником председателя Верховного совета Крыма. В 1998—1999 годах — директор Общества с ограниченной ответственностью «Пассар».
С 2001 г. — исполнительный директор Крымского регионального отделения Союза землеустроителей Украины. Проживал в городе Симферополе.

## Награды
- орден Трудового Красного Знамени (1974)
- Орден «Знак Почёта» (1988)
- медали
- Почётная грамота Президиума Верховного Совета УССР (1988)
- Государственная премия СССР (1980)